# Johan Gothenius

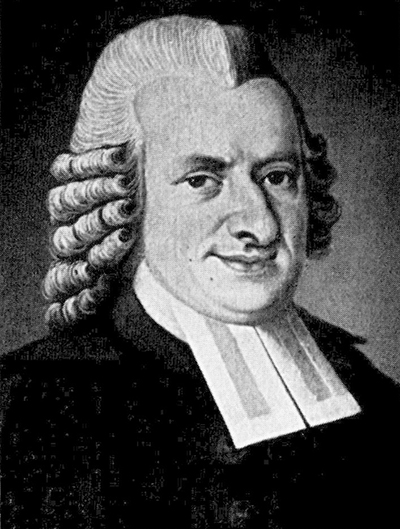
Johan Gothenius

Johan Gothenius (* 29. Januar 1721 in Uddevalla; † 23. Januar 1809 in Skee, heute
Västra Götalands län) war ein Gelehrter, Übersetzer und evangelisch-lutherischer Geistlicher.

## Leben
Seine relativ lange Studienzeit mit dem Schwerpunkt auf den alten Sprachen und dort insbesondere Hebräisch begann Gothenius 1739 an der Universität Lund. 1740 wechselte er an die Universität Uppsala. Von dort kehrte er 1746 nach Lund zurück. 1754 bis 1756 verbrachte er zwei Jahre an der Universität Göttingen. Dort zählte unter anderem der Orientalist Johann David Michaelis zu seinen Lehrern. 1757 erhielt er in Lund den Magistertitel und nahm eine Rektorenstelle in Marstrand an. 1758 vermählte er sich mit Carolina Beata Didron. Ab 1760 übte er das Amt eines Lektors im Göteborger Gymnasium aus. Ab 1768 war er Dozent für Logik und Metaphysik. 1772 erwarb er den Titel eines Doktors der Theologie. Ab 1773 war er Mitglied der Bibelkommission. Ab 1779 wirkte er als kyrkoherde (Hauptpastor) (ab 1781/82 auch als Propst und Kontraktsprost/Dekan) im ländlichen westschwedischen Skee. 1789 verehelichte er sich ein zweites Mal mit Ellika Britta Göransson. 1809 verstarb er dort im Alter von 87 Jahren.